# Muzeum Bochum – Kunstsammlung

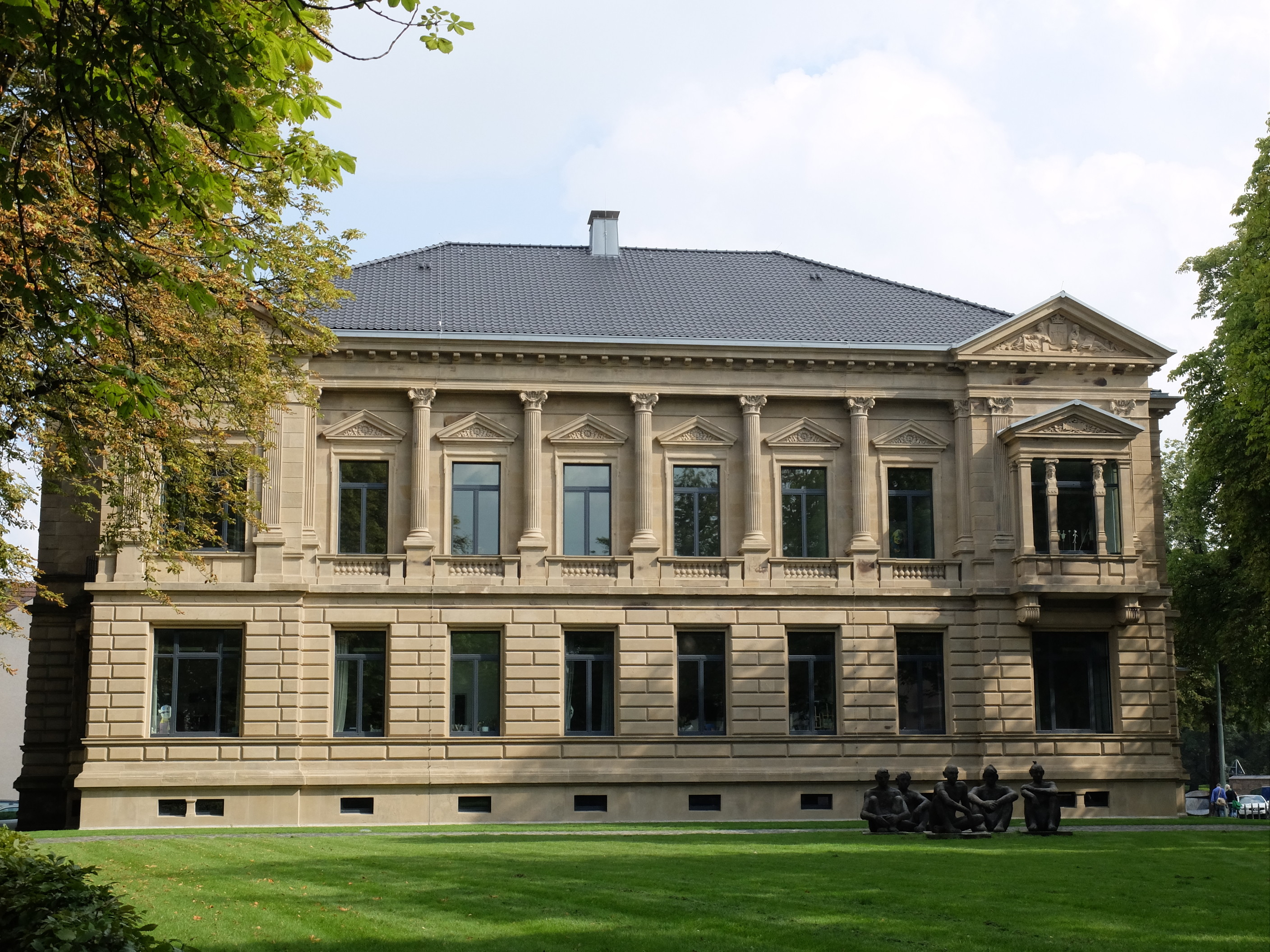
Villa Marckhoff, historické sídlo muzea

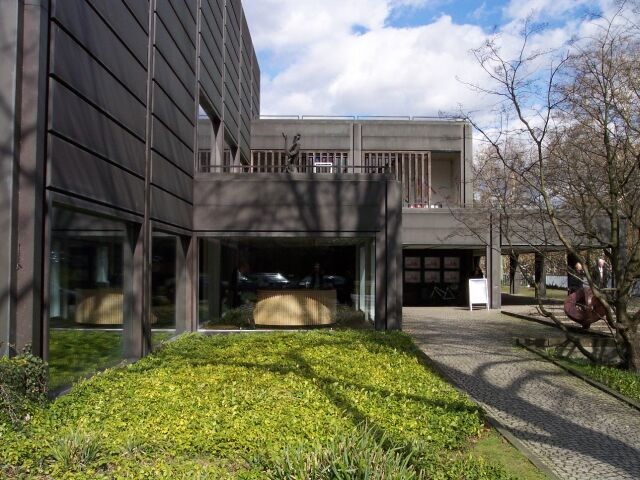
Bochum Kunstmuseum, nová budova

Muzeum Bochum – Kunstsammlung (Kunstmuseum Bochum) leží na severním konci ulice Kortumstraße v Bochumi v Severním Porýní-Vestfálsku. Naproti muzeu je Bochumský městský park, ve kterém je instalováno několik uměleckých objektů z oceli.

## Instituce
Muzeum tvoří dvojice různých budov, historizující dvojvily Marckhoff-Rosenstein z roku 1900 a moderní nové přístavby z roku 1983. Předchůdkyní muzea byla Städtische Gemäldegalerie (Městská obrazárna), která byla otevřena 10. července 1921 na Viktoriastraße a od poloviny 20. let 20. století až do svého zničení za druhé světové války sídlila ve vile Nora šikmo naproti současné muzejní vile. Krátce po válce se konaly výstavy na různých místech. Například u příležitosti 25. výročí založení galerie od 15. července do 16. srpna 1946 výstava Bochumští umělci v atriu Bergbaumusea, další výstavy také v Baltz-Hausu a Metropolu. Teprve od roku 1960 sídlí Městská umělecká galerie ve vile Marckhoff-Rosenstein, kde byla 3. dubna zahájena výstava Bochum '60 – Mladé německé umění. Zároveň získala galerie pověření ke sběratelství. Do té doby byly vlastní sbírky instituce minimální a výstavy byly pořádány ze zápůjček.

### Historie budov
Dvojvila Marckhoff-Rosenstein byla postavena v roce 1900 v historizujícím stylu a dlouho v ní žily vlivné rodiny Rosensteinů a Marckhoffů. Fasáda vily je svým kompozičním schématem inspirována budovou pařížské opery Opéra Garnier z roku 1875. Svým designem a formálním jazykem je blízce příbuzná bankovní budově Schaaffhausen'schen Bankverein v Kolíně nad Rýnem, kterou postavil v letech 1860–1863 Hermann Otto Pflaume. Banka sehrála důležitou roli při transformaci společnosti Mayer & Kühne na akciovou společnost „Bochumer Verein für Bergbau und Gußstahlfabrikation“ v roce 1854.
Během druhé světové války byla v roce 1944 z velké části zničena nejen protější vila Nora, v níž sídlila Městská obrazárna, ale také vila Marckhoff, která však byla brzy opravena. Kolem roku 1960 získalo budovu město. V roce 1983 byla vila Marckhoff-Rosenstein rozšířena o novou budovu podle návrhu dánských architektů Jørgena Bo a Vilhelma Wohlerta, kvůli níž byly zbourány dvě zachovalé secesní vily. Muzeum umění se pak do nové budovy stěhovalo postupně, protože krov vily, která byla po válce přestavěna, příliš namáhal obvodové zdi. V únoru 2003 zahájil soukromý pivovar Moritz Fiege se sídlem v Bochumi „Iniciativu Villa Marckhoff“, jejímž cílem byla obnova fasády. Od roku 2020 je ve staré budově k vidění vlastní sbírka muzea.
Od března 2014 jsou muzeum a vila zařazeny do tematické Stezky průmyslové kultury v Bochumi.

## Lidé a zaměstnanci
Bochumské městské kulturní instituce vděčí za svůj vznik městskému radnímu Wilhelmu Stumpfovi a archiváři Bernhardu Kleffovi. Vedení Městské obrazárny převzal Richart Reiche z Barmenu. Od roku 1952 pověřil městský kulturní úřad malíře a předsedu uměleckého spolku Heinricha Döhmanna pořádáním výstav jako svobodného povolání a na volné noze; od roku 1957 dostával pevný plat a od roku 1958 se tak stal ředitelem městské umělecké sbírky, ale roku 1959 ze zdravotních důvodů odstoupil. Dalším ředitelem Městské galerie umění, která byla v roce 1970 přejmenována na Museum Bochum, byl Peter Leo, který v roce 1969 přijal jako vědeckého asistenta Petra Spielmanna, pracovníka Národní galerie v Praze, který se po srpnové okupaci Československa rozhodl zůstat v Německu.
Spielmann se stal ředitelem muzea roku 1972 po smrti Petera Lea a zastával tuto funkci do svého penzionování roku 1997. Za svého působení zorganizoval moderní přístavbu budovy muzea podle návrhu dvojice dánských architektů Boa a Wohlerta. Od roku 1972 byl sekretářem Kunstverein Bochum a v letech 1972–1982 také sekretářem západoněmecké sekce AICA. Během jeho působení se zde uskutečnily výstavy významných českých výtvarníků (Otto Gutfreund, Josef Šíma, Čestmír Janošek, Mikuláš Medek, Jan Koblasa, Zbyněk Sekal, Jánuš Kubíček, Jakub Bauernfreund, Endre Nemes, Vilém Reichmann, nebo Karel Čapek jako fotograf) a zároveň se tato muzejní instituce specializovala na sbírání a prezentaci českého umění a také uměleckých projevů ostatních zemí na východní straně Železné opony. Na tamním hradu založil hudební festival Kemnade International, který umožňoval přistěhovalcům prezentovat hudební kulturu svých národů. Podílel se s opatem Anastázem Opaskem na vytvoření sdružení Opus Bonum.
Připravil také náročné tematické výstavy věnované vztahu kubismu a hudby (1981), 50. výročí občanské války ve Španělsku (1986), výročí francouzské revoluce (1989), Janu Amosi Komenskému (1992), nebo tématu smrti ve výtvarném umění (Totentanz, 1997). Celkem v Muzeu Bochum uspořádal přes 350 výstav, doprovázených kvalitními katalogy.
V letech 1974–1981 byl Spielmannovým asistentem a zástupcem ředitele Michael Fehr, který v roce 1978 dokončil doktorát u Maxe Imdahla. Po Petru Spielmannovi se roku 1997 stal ředitelem muzea Hans Günter Golinski, který odešel do důchodu roku 2020. Jako dočasný ředitel do konce května 2021 působil Sepp Hiekisch-Picard. Od 1. června 2021 je ředitelkou muzea nizozemská historička umění Noor Mertensová.

### Sochařský park v sousedství Muzea Bochum

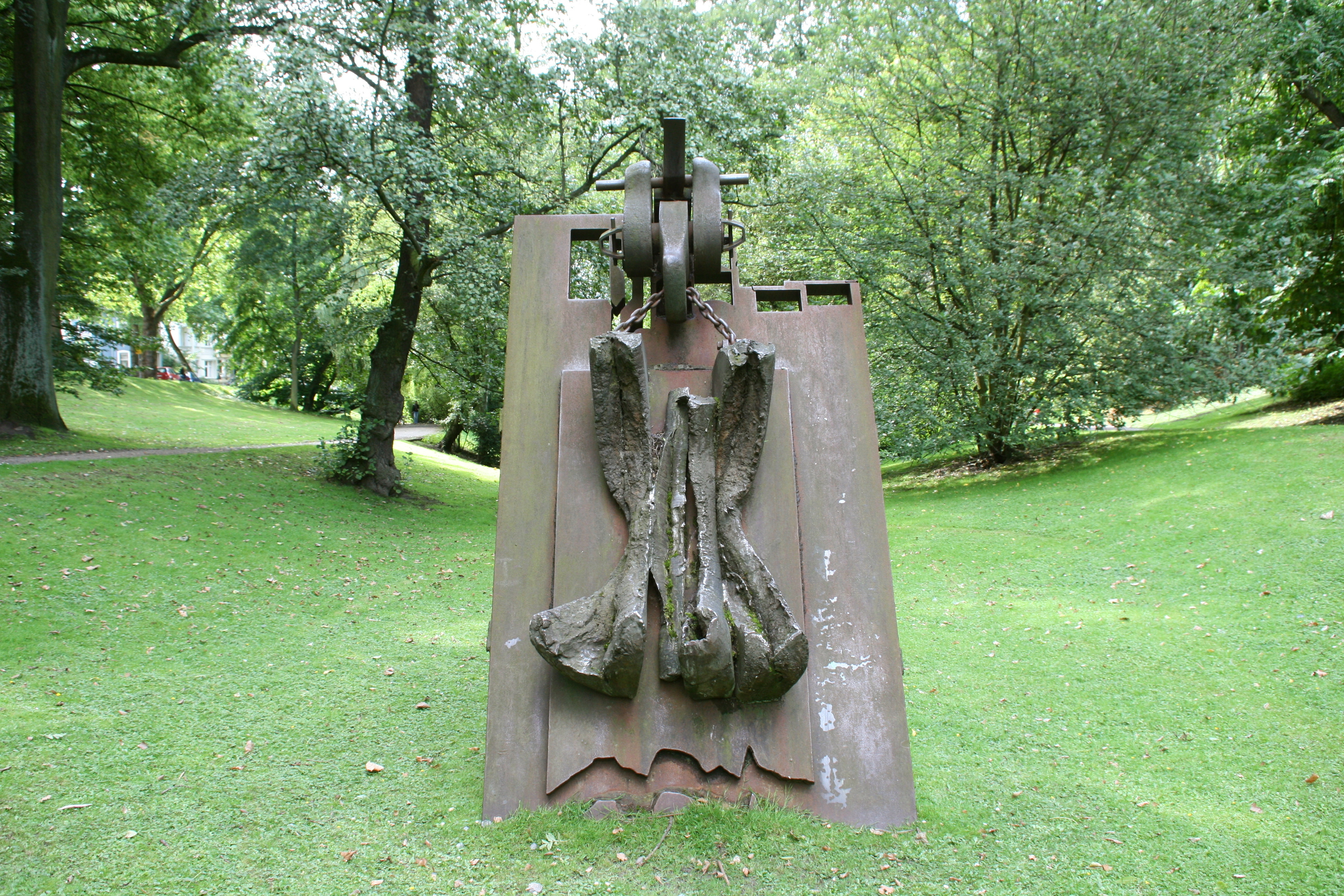
Iron Report – Aleš Veselý
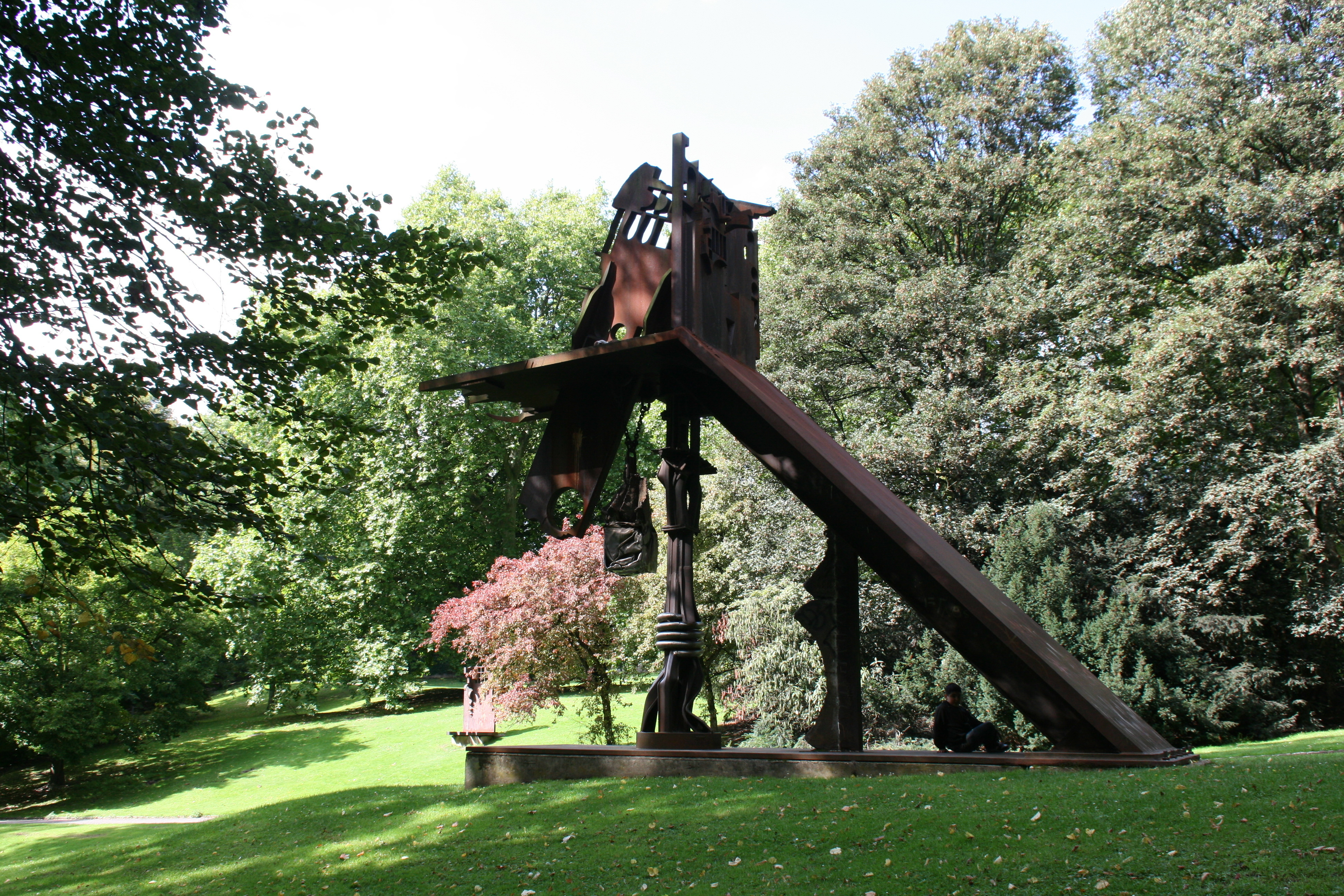
Iron Report – Aleš Veselý
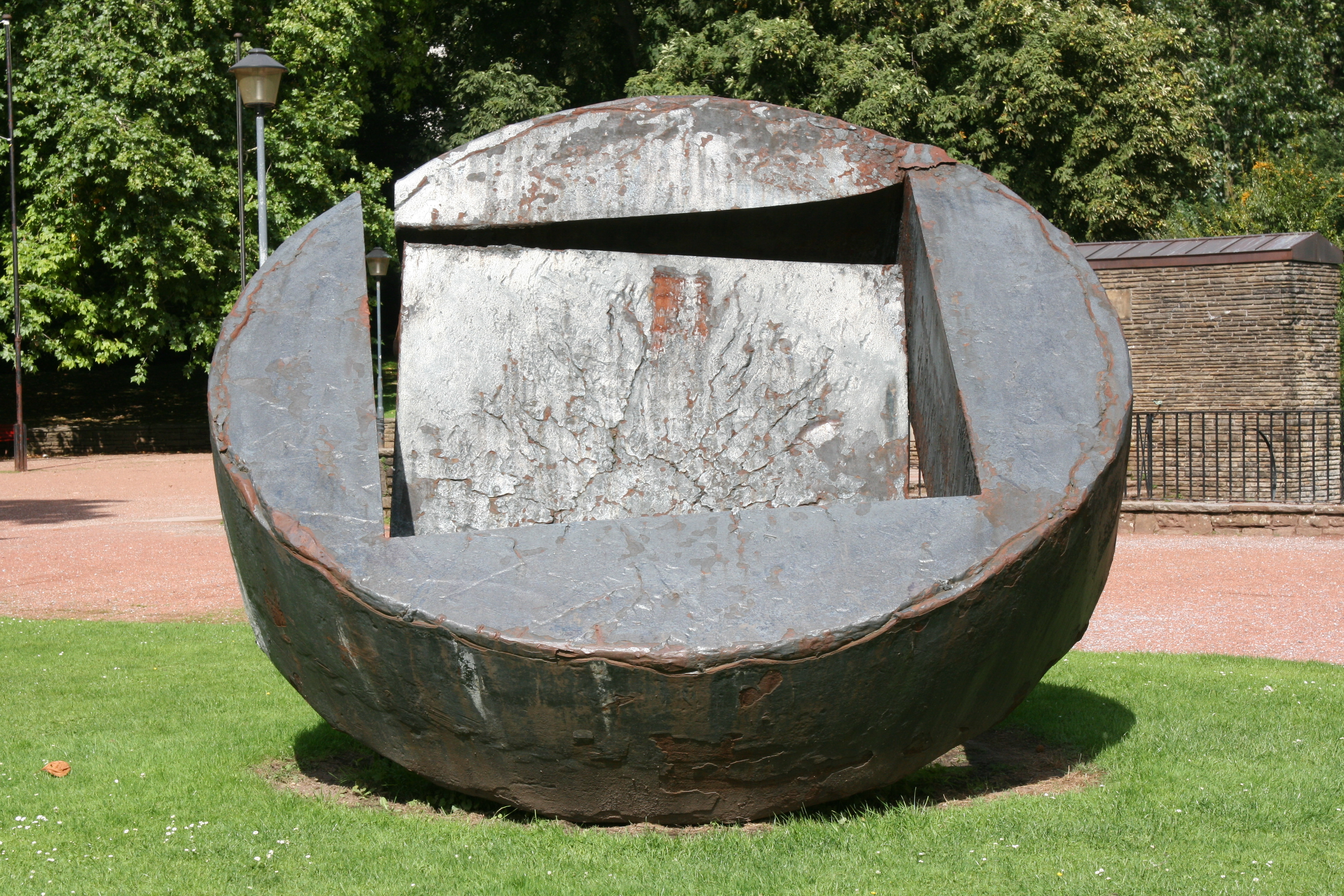
La Grande Ruota Ferro Spezzato – Giuseppe Spagnulo
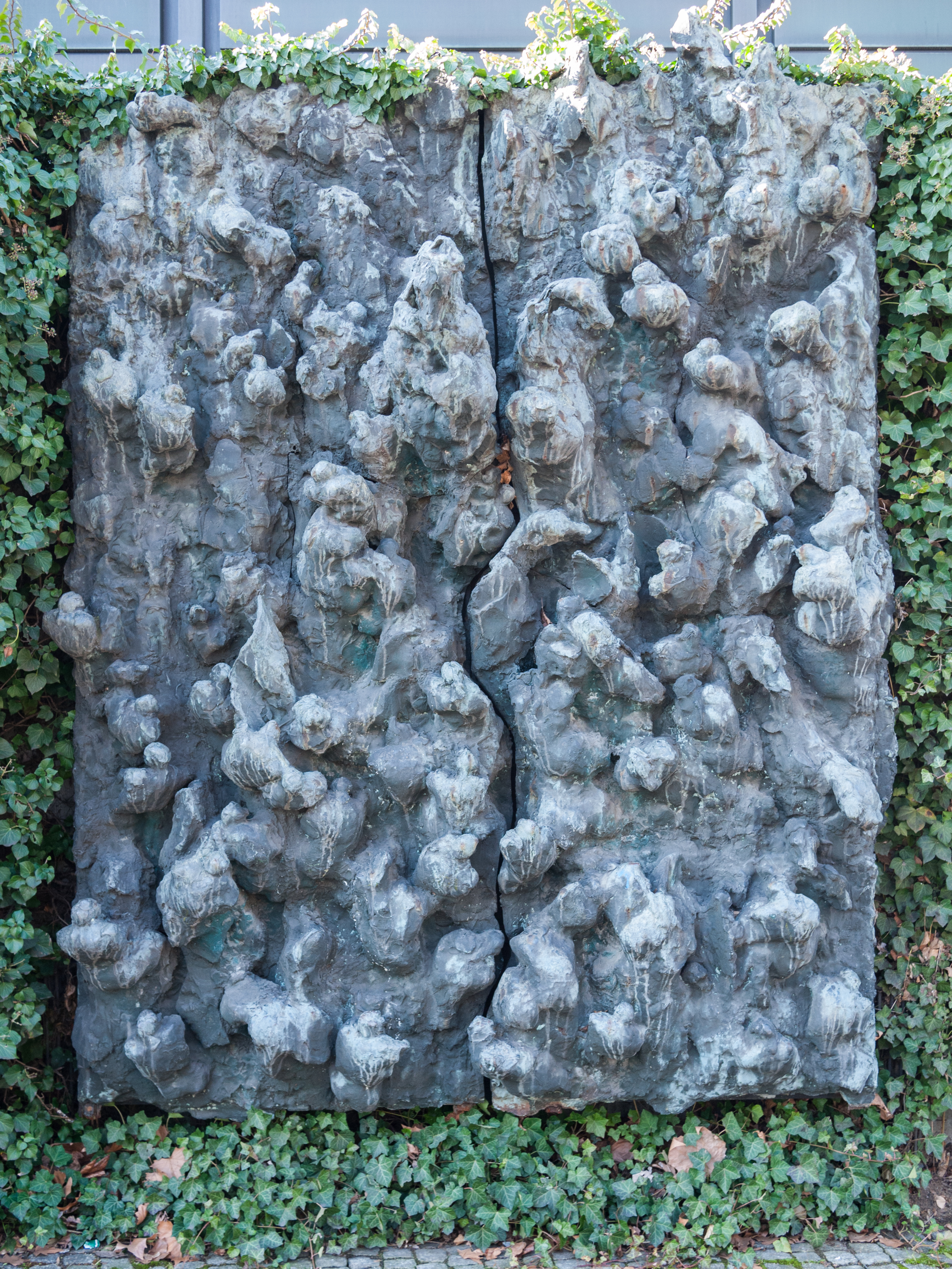
La Bataille – Jacques Charles Delahaye